# Compañía Real del Monte y Pachuca
Compañía Real del Monte y Pachuca (CRDMyP) ist ein Bergbauunternehmen mit Sitz in Pachuca de Soto, das in der Hauptstadt des mexikanischen Bundesstaates Hidalgo sowie im benachbarten Vorort Real del Monte den Abbau von Edelmetallen (vorwiegend Silber) betrieb und heute in anderen Regionen des Bundesstaates tätig ist.

## Geschichte

### Gründung der Gesellschaft
Die Gesellschaft wurde 1824 mit britischem Kapital gegründet und 1849 von der Sociedad Aviadora de Minas de Real del Monte y Pachuca übernommen, wodurch es in mexikanischen Besitz überging.

### Wiege des mexikanischen Fußballs
Die Bergarbeiter waren aber weiterhin vorwiegend Engländer, die den Fußball nach Mexiko mitbrachten und neuesten Unterlagen zufolge bereits am 12. Mai 1889 in Pachuca das erste Fußballspiel auf mexikanischem Boden bestritten. Denselben Unterlagen zufolge entstand aus ihren Reihen am 1. November 1892 mit dem Pachuca Football Club der erste Fußballverein in Mexiko, der ein Jahr später mit zwei ortsansässigen und ebenfalls von Engländern gegründeten Cricketclubs zum Pachuca Athletic Club fusionierte. Dieser Verein gehörte 1902 zu den insgesamt fünf Gründungsmitgliedern der in der Saison 1902/03 erstmals ausgetragenen mexikanischen Fußballmeisterschaft.

### Ein bedeutender wirtschaftlicher Faktor und mehrere Eigentumswechsel
Im Jahr 1850 war die Region Pachuca-Real del Monte für mehr als ein Viertel der gesamten mexikanischen Silberproduktion verantwortlich und die Gesellschaft blieb in ihrem Distrikt bis 1875 ohne jegliche lokale Konkurrenz. Wie bedeutsam der Bergbau für die Region war, belegt eine Statistik aus dem Jahr 1900, wonach kumuliert 14,25 Prozent der Einwohner von Pachuca und Real del Monte in diesem Berufsfeld tätig waren (in Pachuca waren es 13,8 Prozent und in Real del Monte sogar 16 Prozent). Weil die mexikanischen Gesellschafter nicht mehr willens oder in der Lage waren, die notwendige Modernisierung zu finanzieren, wurde die Gesellschaft im Jahr 1906  an die United States Smelting Mining and Refining Company verkauft.
Heute gehört die Gesellschaft zur mexikanischen Unternehmensgruppe Altos Hornos de México, S.A. (AHMSA) mit Hauptsitz in Monclova, Coahuila.